# Ludwisarnia Johanna Jacoba Mangolda
Ludwisarnia Johanna Jacoba Mangolda - zakład ludwisarski funkcjonujący w Szczecinie w latach 1690-1699.

## Historia
Johann Mangold przejął zakład ludwisarski po śmierci ludwisarza szczecińskiego Wawrzyńca Kokeritza II. Jego działalność obejmowała tereny Pomorza Zachodniego oraz wschodniej Brandenburgii. Podczas swojej działalności wykonał 22 dzwony m.in. dwa gongi zegarowe dla Kościoła św. Jakuba w Szczecinie oraz jeden dla kościoła Mariackiego w Chojnie. Do czasów współczesnych jego dzieł zachowało się niewiele, jest nim np. dzwon z kościoła w Nadrensee pochodzący z 1693 roku oraz dzwon z kościoła w Mescherin z 1692roku. 
W 2020 roku podczas prac poszukiwawczych prowadzonych na cmentarzu w szczecińskiej dzielnicy Dąbie, odnaleziona została płyta nagrobna ludwisarza oraz jego żony Dorothei.